# RNase PH

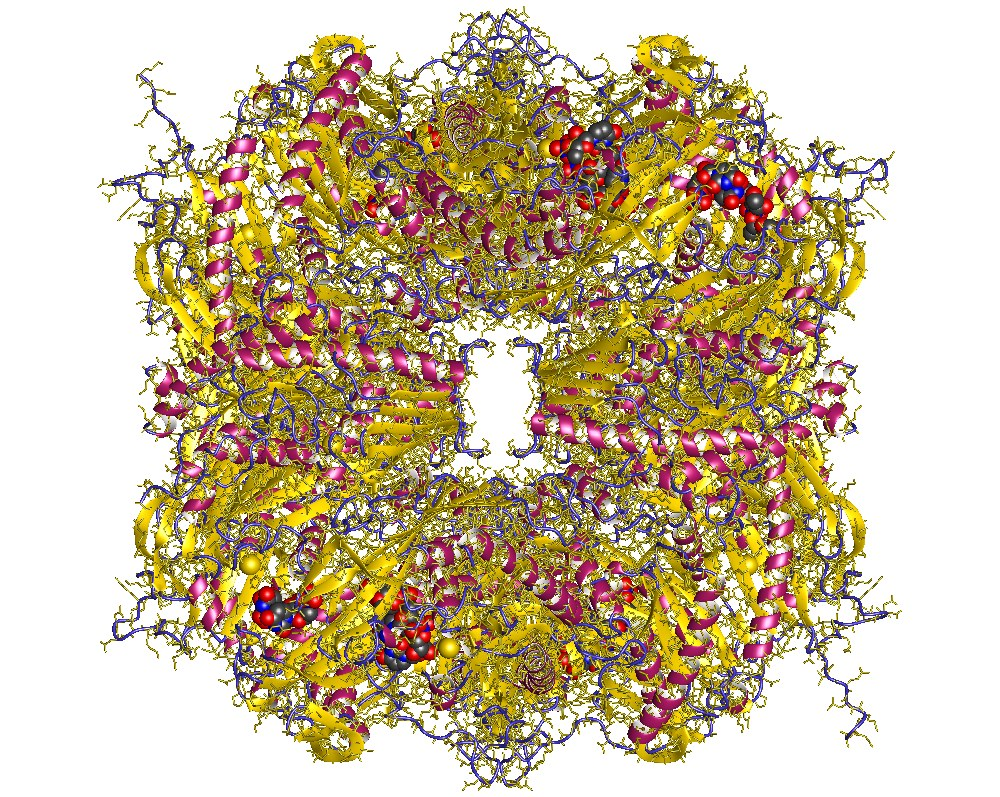
Exosome Rnase Ph heterohexamer, Sulfolobus solfataricus.

RNase PH é a exoribonuclease e nucleotidiltransferase 3'-5', presente nos domínios archaea e bactéria, que está envolvido no processo de degradação do RNAt. Contrariamente às enzimas hidrolíticas, trata-se de um enzima fosforolítica, o que significa que utiliza fosfato inorgânico como reagente para a clivagem das ligações de nucleótidos, libertando difosfato nucleótido. A estrutura ativa das proteínas é, na verdade, um complexo homohexamérico, composto por três ribonuclease (RNase) dímeros de PH. RNase PH possui homólogos é muitos outros organismos, que são referidos como similares às proteínas RNase PH. Quando parte de outra proteína tem um grande domínio à semelhança com RNase PH, é designado de domínio RNase PH (RPD).